# Rastellus africanus
Rastellus africanus är en spindelart som beskrevs av Norman I. Platnick och Griffin 1990. Rastellus africanus ingår i släktet Rastellus och familjen Ammoxenidae. Inga underarter finns listade i Catalogue of Life.